# Trillium petiolatum
Espèce
Classification APG II (2003)
Trillium petiolatum  est une plante herbacée, vivace et rhizomateuse de la famille des liliacées (classification classique) ou des mélanthiacées (classification APG II, 2003).

## Description
Cette plante originaire de l’ouest des États-Unis fleurit au printemps sur les pentes fraîches à moyenne altitude (1500 m). Les pétales de 3 à 5,5 cm sont pourpres, marron, blanchâtres ou verdâtres. Les feuilles ovales longuement pétiolées ressemblent à celles du grand plantain. Le fruit est une baie ovoïde, de couleur pourpre.

## Aire de répartition
État de Washington, Idaho et Oregon.

## Divers
En anglais son nom est Long-petioled Trillium.

## Sources
- Frederick W. Case, Jr. & Roberta B. Case, Trilliums, Timber Press, 1997  (ISBN 0-88192-374-5)